# Steinweg 59 (Quedlinburg)

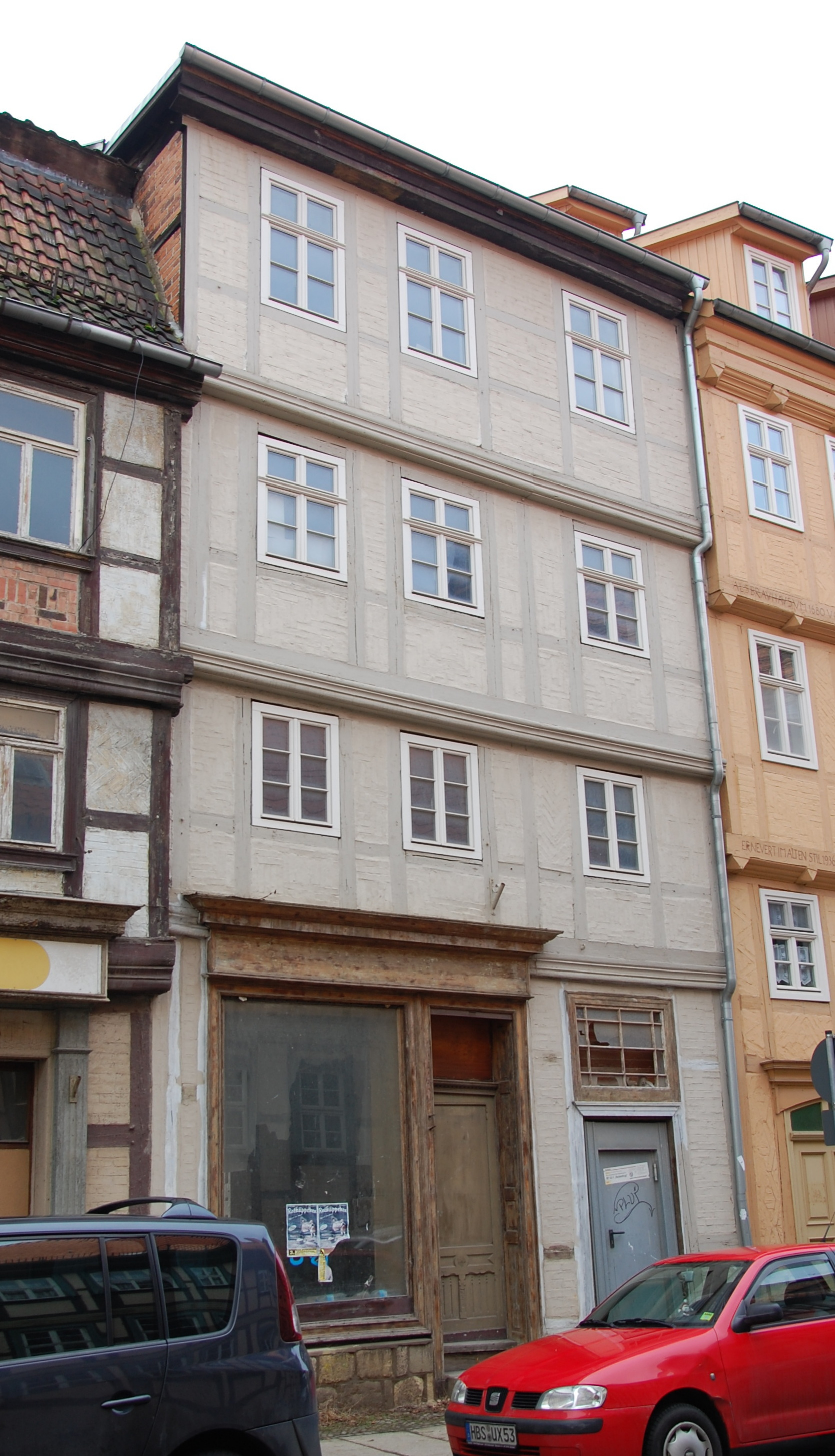
Steinweg 59

Das Haus Steinweg 59 ist ein denkmalgeschütztes Gebäude in der Stadt Quedlinburg in Sachsen-Anhalt.

## Lage
Es befindet sich in der historischen Quedlinburger Neustadt auf der Südseite des Steinwegs. Östlich grenzt das gleichfalls denkmalgeschützte Haus Steinweg 58, westlich das Haus Steinweg 60 an. Im Quedlinburger Denkmalverzeichnis ist es als Wohnhaus eingetragen.

## Architektur und Geschichte
Das Fachwerkhaus entstand um 1700 in der Zeit des Barock. Die Gefache der Fachwerkfassade sind mit Zierausmauerungen versehen. Darüber hinaus bestehen Profilbohlen. Um 1840 wurde das Gebäude um eine Etage aufgestockt. Im Zeitraum um 1900 erfolgte im Erdgeschoss die Einfügung eines Ladengeschäfts im Stil des Historismus.